# 奧特維爾 (伊利諾伊州澤西縣)
奧特維爾（英語：Otterville）是一個位於美國伊利諾伊州澤西縣的城鎮。

## 地理
奧特維爾的座標為39°03′04″N 90°23′51″W / 39.05111°N 90.39750°W，而該地的平均海拔高度為191米（即627英尺）。

## 人口
根據2010年美國人口普查的數據，奧特維爾的面積為2.62平方千米，當中陸地面積為2.62平方千米，而水域面積為0.00平方千米。當地共有人口126人，而人口密度為每平方千米48人。